# Death Before Musick
Death Before Musick è il quarto album in studio del gruppo musicale statunitense Amen, pubblicato nell'aprile 2004 dalla EatUrMusic.

## Tracce
1. Liberation for... – 1:42
2. Hello (One Chord Lovers) – 3:06
3. California's Bleeding – 2:38
4. The Abolishment of Luxury – 2:34
5. Money Infection – 3:15
6. Westwood Fallout – 2:45
7. Oblivion Stereo – 3:00
8. Please Kill Me – 3:28
9. EXTERMINATE! – 3:16
10. We Got the Bait – 2:16
11. Neutron Liars – 2:39
12. Sorry, Not Sorry – 3:10
13. Bring Me the Heads – 2:47
14. Fuck in LA – 2:41
15. The Summer of Guns – 3:59

## Formazione
- Casey Chaos – voce
- Rich Jones – chitarra
- Matt Montgomery – chitarra
- Scott S. Sorry – basso
- Luke Johnson – batteria